# 프랭크 오스
프랭크 오스(Frank Orth, 1880년 2월 21일~1962년 3월 17일)는 미국의 배우, 영화배우이다.

## 영화
- 히어 컴 더 걸스(1953년)
- 마술의 사나이(1953년)
- 크리스마스 소원(1950년)
- 신부의 아버지(1950년)
- 소 디스 이즈 뉴욕(1948년)
- 빅 클락(1948년)
- 돌 페이스(1946년)
- 웨이크 업 앤 드림(1946년)
- 마사 아이버스의 위험한 사랑(1946년)
- 돌리 시스터스(1945년)
- 잃어버린 주말(1945년)
- 그리니치 빌리지(1944년)
- 캐롤리나 블루스(1944년)
- 헬로우 프리스코, 헬로우(1943년)
- 스윗 로지 오그래디(1943년)
- 코니 아일랜드(1943년)
- 리비아 상륙작전(1942년)
- 스프링타임 인 더 록키스(1942년)
- 록시 하트(1942년)
- 오케스트라 와이브즈(1942년)
- 마이 갤 샐(1942년)
- 브로드웨이로 간 토미(1942년)
- 운명의 향연(1942년)
- 언홀리 파트너스(1941년)
- 그레이트 아메리칸 브로드캐스트(1941년)
- 네이비 블루스(1941년)
- 컴 리브 위드 미(1941년)
- 요크 상사(1941년)
- 붐 타운(1940년)
- 그의 연인 프라이데이(1940년)
- 바보의 기쁨(1939년)
- 브로드웨이 세레나데(1939년)
- 스탠리 앤 리빙스톤(1939년)
- 링컨(1939년)
- 코멧 오버 브로드웨이(1938년)
- 잠수함 D-1(1937년)